# Lijst van ICT-standaarden in de zorg
Lijst van ICT-standaarden in de zorg
Hieronder staat een niet-volledige lijst van standaarden die in de zorg voor ICT-toepassingen van belang zijn: 

## Terminologie
- GMDN - Global Medical Device Nomenclature, systeem van generieke beschrijvingen van medische hulpmiddelen
- LOINC - Logical Observation Identifiers Names and Codes, een databankset met standaarden voor medische laboratoriumobservaties
- SNOMED CT - Systematized Nomenclature of Medicine Clinical Terms,  internationale medische terminologie voor het verbeteren van patiëntenzorg

## Classificatie
- ATC - Anatomisch Therapeutisch Chemisch Classificatie met gedefinieerde dagdoses (ATC/DDD-systeem), deelt geneesmiddelen in
- DBC - diagnosebehandelingcombinatie
- DSM - Diagnostic and Statistical Manual of Mental Disorders, Amerikaans handboek voor diagnose en statistiek van psychische aandoeningen
- G-Standaard - elektronische database waarin alle geneesmiddelen, hulpmiddelen en gezondheidsproducten zijn opgenomen
- ICD-9 - International Statistical Classification of Diseases and Related Health Problems is een internationaal gehanteerde lijst van ziekten
- ICD-10 - International Statistical Classification of Diseases and Related Health Problems is een internationaal gehanteerde lijst van ziekten
- ICF - International Classification of Functioning, Disability and Health, classificatie voor het menselijk functioneren
- ICNP - International Classification for Nursing Practice, classificatie / terminologie / ontologie voor de verpleegkundige zorg in alle sectoren van International Council of Nurses.
- ICPC - International Classification of Primary Care, classificatie methode voor de eerste lijn
- Mikzo - Classification for nursing in elderly care, classificatie voor verpleegkunde in de thuiszorg en verpleeghuiszorg
- NANDA - North American Nursing Diagnosis Association, organisatie voor classificatie van verpleegkundige diagnosen
- NHG-standaard -  protocollen voor Nederlandse huisartsen van Nederlands Huisartsen Genootschap
- NIC - Nursing Interventions Classification,  classificatie van verpleegkundige interventies
- NOC - Nursing Outcomes Classification, classificatie van zorgresultaten
- OMAHA System - biedt een structuur om bij een cliënt problemen, onderzoeken, interventies en resultaten te documenteren

## Codestelsel
- ISO 3166-1 - legt alle landen van de wereld vast met unieke tweeletterige landcodes

## Register
- AGB-code - Algemeen GegevensBeheer zorgverleners, een register waarin Nederlandse zorgverleners zijn voorzien van een unieke codering
- BIG-register - Beroepen in de Individuele Gezondheidszorg, een Nederlandse databank, waarin een aantal officieel erkende gezondheidswerkers is geregistreerd.
- BSN - burgerservicenummer, een uniek persoonsgebonden nummer
- UZI - Unieke Zorgverlener Identificatienummer, nummer om bij het zorgproces betrokken persoon te identificeren, gekoppeld aan het gebruik van de UZI-pas
- UZOVI - Unieke ZorgVerzekeraarsIdentificatie, register voor unieke identificatie van zorgverzekeraars

## Structuur en Communicatiestandaard
- DICOM - Digital Imaging and Communications in Medicine, een standaard voor medische beeldinformatie
- EDIFACT - Electronic Data Interchange for Administration, Commerce and Transport, internationale standaard voor elektronisch gegevensuitwisseling
- GS1 - Global Standards One worden ingezet in de logistieke keten
- HL7 - Health Level 7,  standaard voor elektronische uitwisseling van medische, financiële en administratieve gegevens tussen zorginformatiesystemen
- HPRIM - Harmonie et PRomotion de l'Informatique Médicale, standaard voor het uitwisselen van medische en biologische gegevens
- IHE - Integrating the Healthcare Enterprise, integratieprofielen voor gebruik van gevestigde standaarden om specifieke klinische behoeften in te vullen
- Kmehr - Kind messages for electronic healthcare record, Belgische 'medische gegevens'-standaard voor uitwisseling van gestructureerde klinische informatie
- Sumehr - Summarized Electronic Health Record is een Kmehr-bericht, gebruikt voor de uitwisseling van medische informatie

## Informatiestandaard
- CIMI - Detailed Clinical Model, internationale harmonisatie van zorginhoudelijke gegevens specificatie.[1]
- DCM - Detailed Clinical Model, specificatie van zorginhoudelijke gegevens
- EN 13606 - Electronic Health Record Communication, informatie-architectuur voor alle elektronische medische data communicatie per patiënt
- LBZ - Landelijke Basisregistratie Ziekenhuiszorg
- openEHR - technische specificatie voor een manier van opslaan, terugvinden en uitwisselen van medische gegevens
- PWD - digitale informatie-uitwisseling tussen verloskundigen, gynaecologen, kinderartsen, verpleegkundigen en onderzoekers

## Netwerk
- XDS - Cross Enterprise Document Sharing, een internationaal geaccepteerde architectuur voor het uitwisselen van medische informatie.
- AORTA - de naam van de Nederlandse zorginfrastructuur waarover elektronische uitwisseling van patiëntengegevens gaat.
- OZIS - Open Zorg Informatie Systeem, Nederlands samenwerkingsverband van leveranciers van informatiesystemen in de zorg.
- LSP - Landelijk Schakelpunt, Het Landelijk Schakelpunt (LSP) is een beveiligd netwerk waarop medische gegevens tussen zorgverleners snel uitgewisseld worden.